# 毗有王
毗有王（ひゆうおう、生年不詳 - 455年）は百済の第20代の王（在位:429年 - 455年）である。

## 来歴
先代の久尓辛王の異母弟。腆支王は八須夫人と解氏の女性という2人の夫人がおり、久尓辛王は八須夫人から生まれ、毗有王は解氏の女性から生まれたとみられる。なお、八須夫人は倭人。『三国史記』には諱・諡は伝わらず、『宋書』には百済王余毗として現れる。429年 12月に先王の薨去により王位についた。子に蓋鹵王。

## 治世
- 429年、南朝宋へ朝貢。翌430年には異母兄・久尓辛王に与えられていた爵号を継承することが許され「使持節・都督・百済諸軍事・鎮東大将軍・百済王」に冊封された。
- 433年以来新羅へ使者を送って和親を要請し、贈り物の交換を通じて両国の修好が成立した（羅済同盟）。このように中国南朝（宋）～百済～新羅・倭国の協調体制をもって、北朝（北魏）と結んだ高句麗に対抗する態勢を整えた。
- そのため455年（9月以降とみられる）に薨去するまで、毗有王の代にあっては戦乱記事はみられずに終わった。王の死の直後（455年10月）に高句麗が百済に侵入した際には、新羅からは百済を救援する軍が派遣されており、毗有王の目指していた対高句麗の体制は奏功したものと見られる。
- 文化面では、南朝宋への朝貢を通じて『易林』『式占』などの書物を求め、南朝宋の文帝より与えられている。